# Ventas Blancas
Ventas Blancas es una aldea perteneciente al municipio de Lagunilla del Jubera, en la comunidad autónoma de La Rioja (España). Está situada en el valle del Río Jubera.

## Demografía
Ventas Blancas contaba a 1 de enero de 2010 con una población de 164 habitantes, 85 hombres y 79 mujeres.
| Gráfica de evolución demográfica de Ventas Blancas entre 2000 y 2010                             |
|                                                                                                  |
| Población de derecho (2000-2010) según los censos de población del INE a 1 de enero de cada año. |

## Lugares de interés

### Edificios y monumentos
- Iglesia parroquial de Santa Cruz.

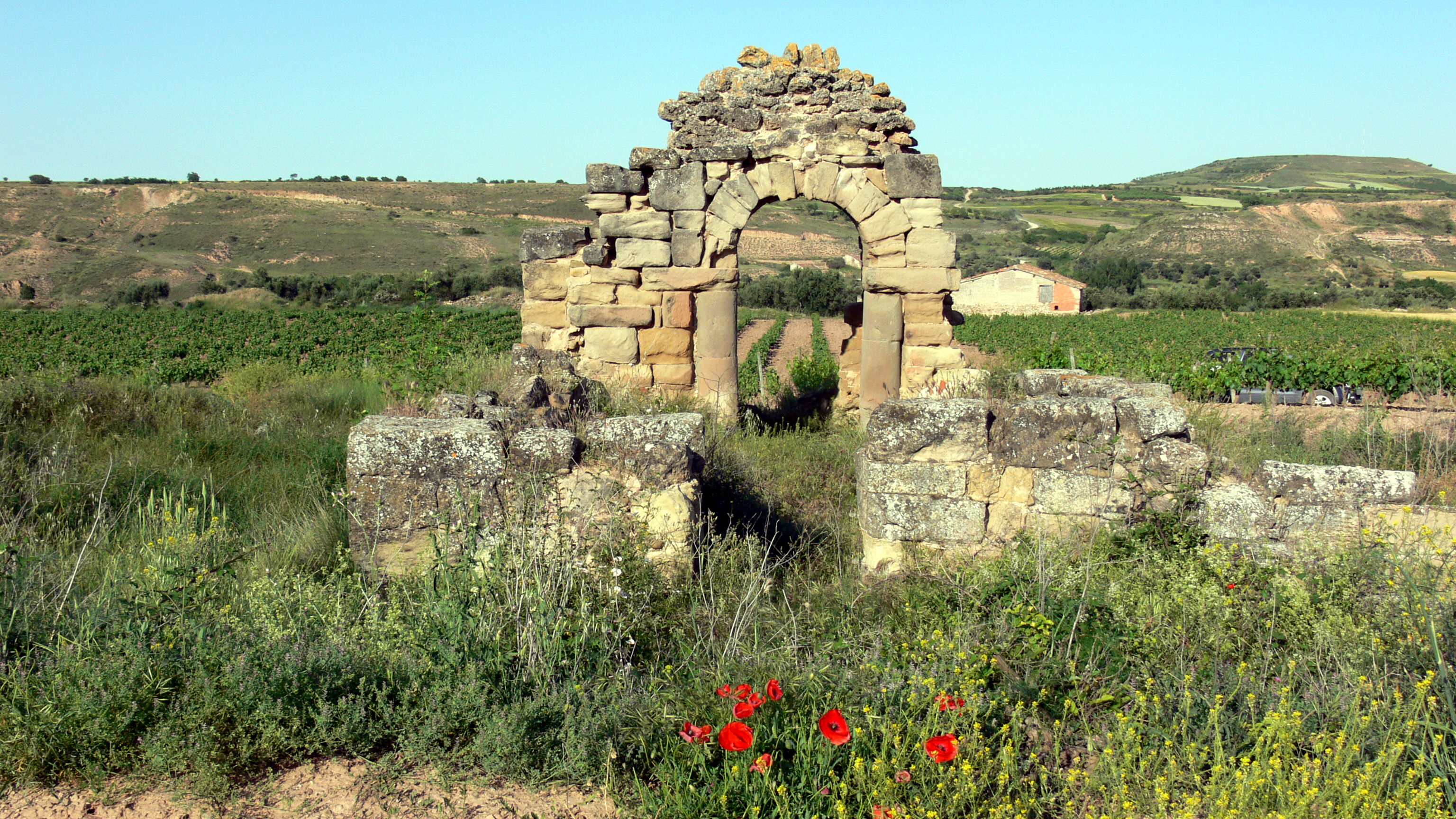
Ruinas de la ermita de Santa María de Rute.

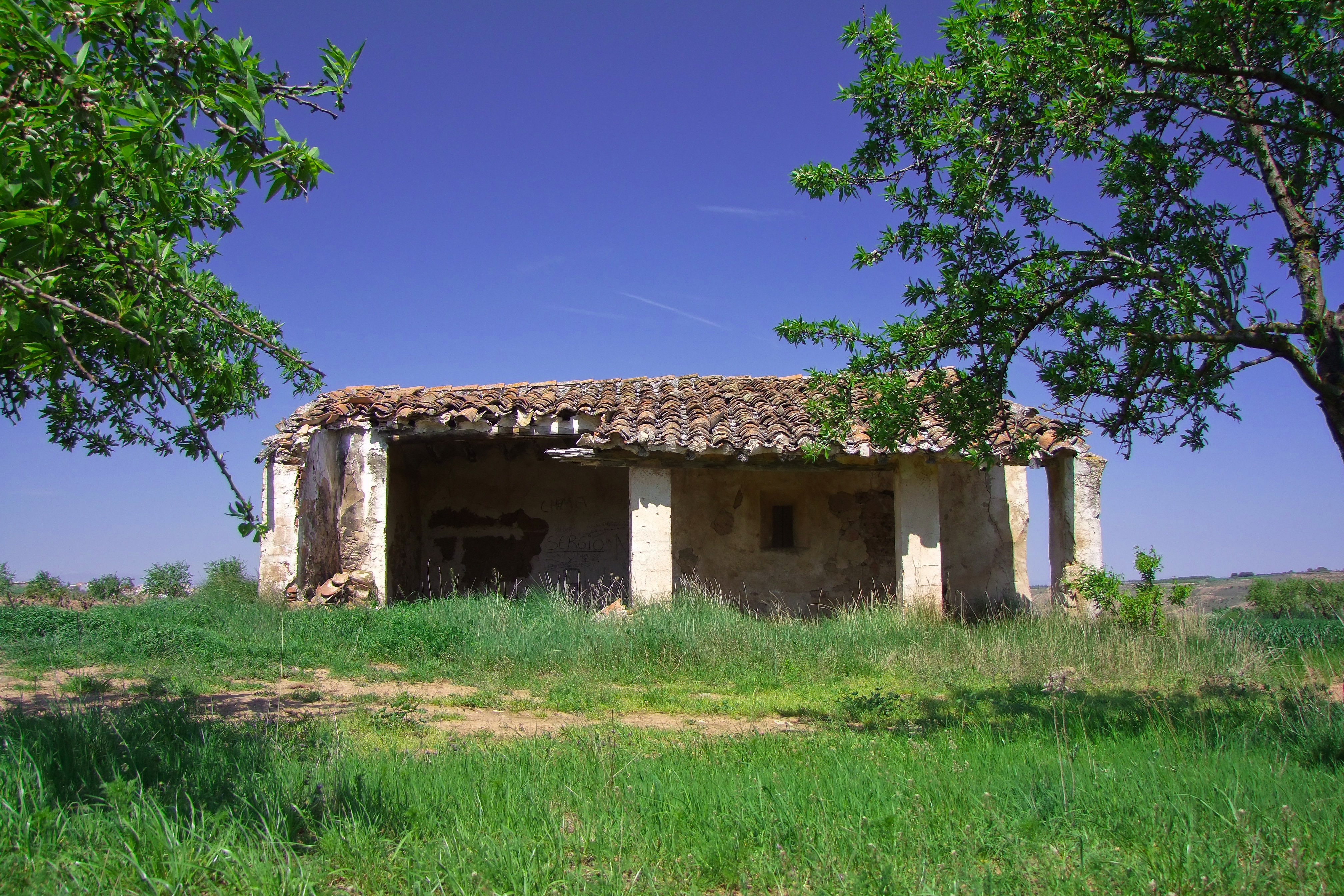
Ermita de Santa Juliana.

- Ermita de San Gregorio, construida en mampostería de planta cuadrada, con vertiente a dos aguas y portada adintelada a los pies. Se levantó entre los años 1756 y 1757. Destaca una imagen romanista de San Gregorio, tallada entre los siglos XVI y XVII.[2]
- Ermita de Santa María de Rute, en ruinas, de origen visigodo, tal como evidenciaron las excavaciones realizadas en 1971.[3] Fue la iglesia del antiguo monasterio cisterciense de Santa María de Rute, fundado en 1162 por Pedro Jiménez, señor de los Cameros, su hermano Diego Jiménez —que le sucedió en el señorío— y su hermana Teresa con su esposo Lope Íñiguez de Mendoza, señor de Llodio.[4]  En 1181, todos sus monjes, incluido el abad, se trasladaron al Monasterio de San Prudencio, quedando probablemente sin actividad monástica, pero sí el culto.[5] Tiene incoado expediente como Bien de Interés Cultural con fecha 14 de abril de 1980 en la categoría de Monumento.[6]
- Ermita de Santa Juliana.

## Fiestas
- 14 de septiembre, fiestas de la Cruz.